# Passeig de Prim
El Passeig de Prim és una via urbana de la ciutat de Reus. El nom és homenatge a Joan Prim, fill de la ciutat.
Va del camí de Riudoms, un carrer que enllaça amb el camí Vell de Riudoms, fins a la Plaça de la Pastoreta. Fins als anys seixanta del segle xx, se'l podia considerar un carrer a l'extraradi. Va ser a partir de l'any 1970 que s'hi va edificar de forma intensa, amb edificis de 8 i 10 plantes entre mitgeres. El nom del passeig es va acordar el 1915, mentre s'iniciaven les obres per obrir-lo. El diputat Julià Nougués va obtenir del govern una subvenció important per tal que Reus pogués celebrar, l'any 1914, el primer centenari del naixement del general. Però, com que havia esclatat la guerra europea es va preferir suspendre les festes i destinar els diners a obres de prolongació cap al sud del Passeig de Sunyer, per enllaçar-lo amb el Passeig de Misericòrdia, forçades les autoritats per la pressió del Centre de Societats Obreres a posar mesures per a pal·liar l'atur. Aquesta subvenció va fer que es posés el nom de Prim al passeig, tot i que ja hi havia una plaça que se'n deia.
Té 600 m. de llarg i 32 m. d'ample, amb una coca central de 13 m. i dues voreres simètriques. Al llarg del passeig s'hi van aixecar en un principi cases d'estiueig, quasi sempre envoltades de jardins, i recintes industrials, sempre separats de l'alineació de les voreres, cosa que donava la sensació de molta amplitud.